# Bergsche Maas
Il Bergsche Maas (tradotto in italiano Mosa Collinare), è un canale artificiale dei Paesi Bassi nel bacino del delta del Reno, della Mosa e della Schelda. Costruito tra il 1888 e il 1904, collega la Mosa presso Heusden e l'Amer presso Geertruidenberg. Il canale è lungo 24,5 chilometri, largo 180 metri e profondo 5,95 metri.

## Storia
Fino al 1904, le acque della Mosa avevano il proprio corso attraverso l'attuale Afgedamde Maas verso nord-ovest, nei pressi di Well terminando tra Woudrichem e il castello di Loevestein dove il Waal diventa la Boven Merwede. Dato che il livello d'acqua della Mosa, era, in generale, inferiore a quello del Waal, questa situazione era causa di numerose inondazioni. 

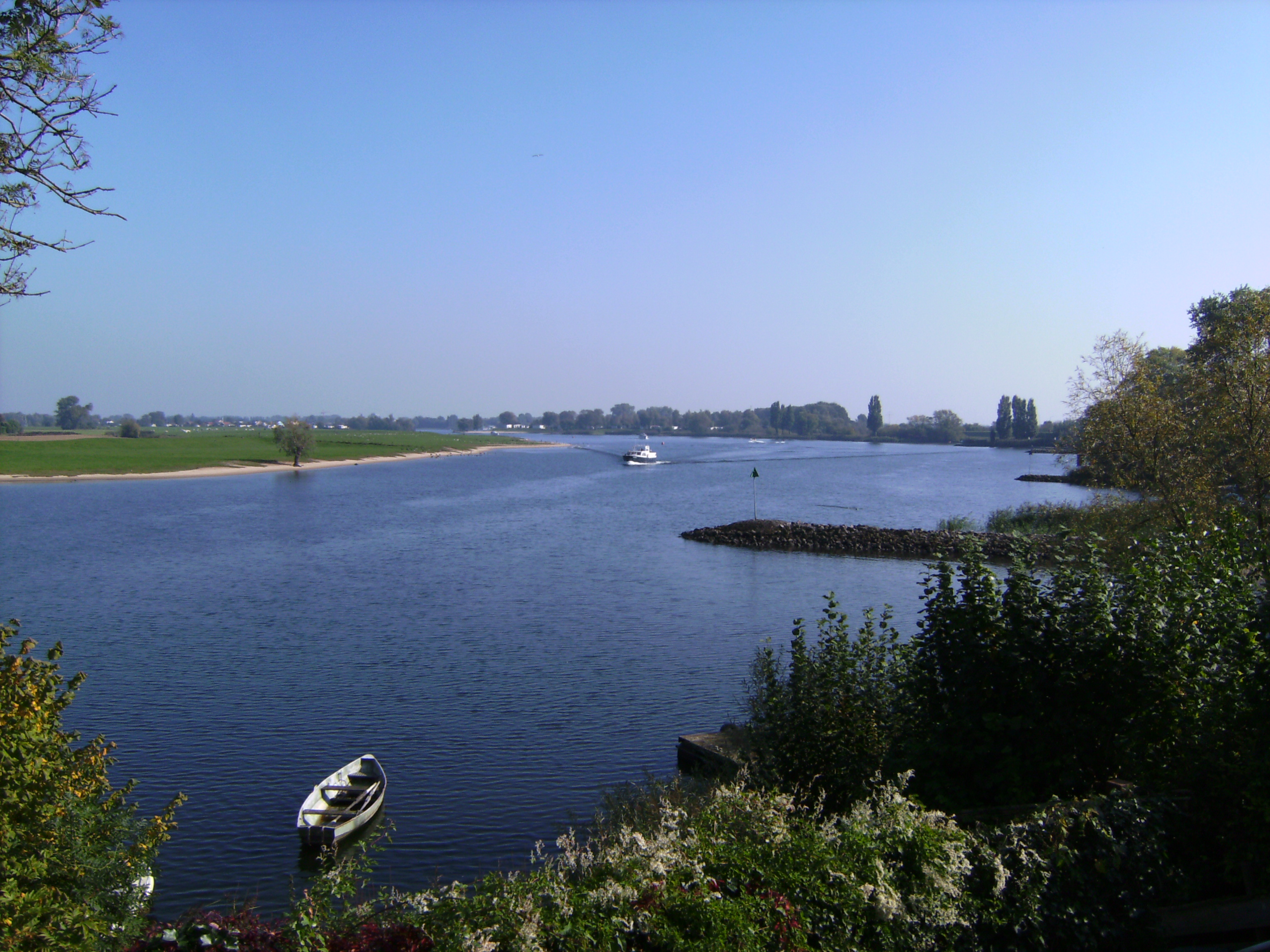
La Bergsche Maas presso Andel

Tra il 1888 e il 1904 furono eseguiti alcuni lavori per iniziativa dell'ingegnere Cornelis Lely: la Mosa storica fu sbarrata presso Well diventando l'Afgedamde Maas, rimpiazzata da un collegamento tra l'Amer e l'Hollandsch Diep, passante per Heusden e Geertruidenberg. Proprio quest'ultimo centro abitato ha dato il nome alla Bergsche Maas. Infatti il suffisso berg che significa montagna, ma che nell'accezione italiana può essere tradotto anche con colle, lo ritroviamo nel nome del canale.
Il canale segue parzialmente il letto di un antico braccio della Mosa, quello che oggi è chiamato Oude Maasje. Due villaggi, Gansoijen e Haagoort, furono sacrificati per lo scavo della Bergsche Maas mentre la municipalità di Herpt, fu divisa in due separando Herpt stessa su una sponda dal villaggio di Bern sull'altra sponda.